# Kránitz Lajos
Kránitz Lajos (Budapest, 1943. február 9. – Budapest, 2005. augusztus 1.) Jászai Mari-díjas magyar színész.

## Életpályája
Színészi tanulmányait 1962–1966 között végezte a Színház- és Filmművészeti Főiskolán.
Diplomája megszerzése után először Szolnokon (1966–1970), a Szigligeti Színháznál helyezkedett el, az 1970-es évadot a Veszprémi Petőfi Színháznál töltötte. Ezt követően 1971–1985 között a budapesti József Attila Színház, majd 1985-től haláláig a Népszínház művésze volt. 1984-ben addigi teljesítményéért Jászai Mari-díjjal jutalmazták.

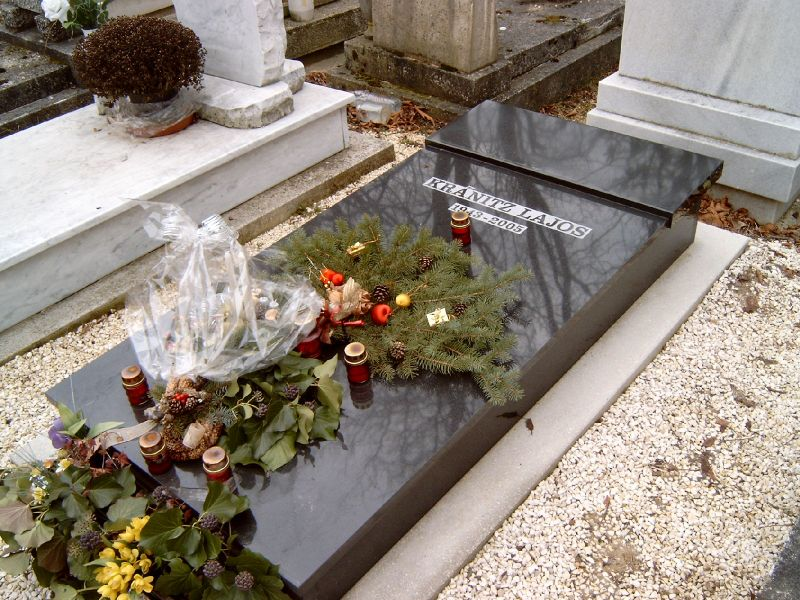
Kránitz Lajos sírja Budapesten. Farkasréti temető: 25/II-1-47.

Számos filmben szerepelt, és rendszeres, közismert és közkedvelt szinkronszínész volt: számtalan tv- és mozifigurának kölcsönözte jellegzetes hangját. A legismertebbek ezek közül talán a Dallas című tv-sorozat Jockey Ewingja (Larry Hagman), a Halálos fegyver Roger Murtaugh-ja (Danny Glover), Bud Spencer és a Star Wars trilógia Darth Vaderje. A Dallas mellett Larry Hagman állandó magyar hangja is volt, de kitűnően magyarított marcona gengsztereket (A halál keresztútján, Kutyaszorítóban, Ponyvaregény) is. Ő volt a Szomszédokban Taki bácsi taxis haverja, a „Sofőr”.
2005. augusztus 1-jén zuhanyzás közben kapott szívinfarktust, életét már nem tudták megmenteni.

## Magánélete
1975-ben vette feleségül Csősz Katalint. Két fiuk született, Kránitz Lajos András (1976) és Kránitz Bence (1980).

## Színpadi szerepei
- Füst Milán: Negyedik Henrik király....
- Federico García Lorca: Yerma....Második férfi
- Hubay Miklós: Szüless újra, kedves....Másik rendőr
- Molière: Tudós nők....Ariste
- Cousin: Fekete opera....Börtönigazgató; Újságíró; Újságárus; Fajvédő
- Arthur Miller: A salemi boszorkányok....John Proctor
- Li Hszing Tao: A krétakör....Ma tanácsos
- Katona József: Bánk bán....Mikhál bán
- Meilhac-Halévy: Kékszakáll....Oscar gróf
- Brammer-Grünwald: Cirkuszhercegnő....Sligovics
- William Shakespeare: III. Richárd....Richárd; George; Írnok
- Achard: A bolond lány....Elie Cardinal
- Csehov: Cseresznyéskert....Jasa
- Bágyoni Attila:…hogy látva lássanak....Cicero
- Cappelli: 200 000 és egy....Burket
- Visnyevszkij: Optimista tragédia....Alekszej
- Paso: Ön is lehet gyilkos....Julio
- Bertolt Brecht: Kurázsi mama és gyermekei....Eilif
- Gyárfás Miklós: Lángeszű szerelmesek....Gyula
- Dékány–Baróti: Dankó Pista....Elemér
- Heltai Jenő: A néma levente....Agárdi Péter
- Robert Marlowe: II. Edwárd....Spencer
- Jókai Anna: Fejünk felől a tetőt....Janika
- Shakespeare: Tévedések vígjátéka....Ephesusi Antipholus
- Eugene O’Neill: Hosszú út az éjszakába....ifj. James Tyrone
- Rahmanov: Viharos alkonyat....Bocsarov egyetemi hallgató
- Armont-Vanderberghe: Fiúk, lányok, kutyák....André
- Száraz György: III. Béla....Géza herceg
- Jean Anouilh: Medea....Jason
- Illyés Gyula: A kegyenc....Maximus, Valentinianus császár
- Jaroslav Hašek: Svejk, a derék katona....Orvos
- Victor Hugo: A királyasszony lovagja....Don Cézár de Bazan
- Lengyel–Görgey: Sancho Panza királysága....Varga
- Berkesi András: A tizenharmadik ügynök....Szalai Béla
- Csehov: Sirály....Konsztantyin Trepljov
- Kertész Ákos: Makra....Makra Ferenc
- Edmond Rostand: Cyrano de Bergerac....Le Bret
- Korosztiljov: A kőszobor léptei....Jefrem
- Suassuna: A kutya testamentuma....Severino
- Braginszkij–Rjazanov: Ma éjjel megnősülök!....Szása
- O'Casey: Juno és a páva....Jerry Devine
- Shakespeare: A makrancos hölgy....Baptista; Biondello
- Páskándi Géza: A kocsi rabjai....Petre
- Eugene O’Neill: Vágy a szilfák alatt....Peter
- Leonov: Hazatérés....Tatarov
- Shakespeare: Sok hűhó semmiért....Borachio
- Szentes Reginald: András kovács királysága....
- Suskin: Jómadarak....A Szépfiú
- Euripidész: Magyar Médeia....A rendőr
- Eduardo De Filippo: Szombat, vasárnap, hétfő....Michele
- Csiky Gergely: Buborékok....Adolf; Rábay Miklós
- Shakespeare: Vízkereszt, vagy amit akartok....Antonio
- Sütő András: Egy locsiszár virágvasárnapja....Kohlhass Mihály
- Hernádi Gyula: Szép magyar tragédia....Juarez
- Páskándi Géza: Távollevők....Első magyar katona
- Robert Bolt: Éljen a királynő!....Lord Bothwell
- Sánta Ferenc: Éjszaka (Az áruló)....Václáv
- Németh László: Eklézsia-megkövetés....Mesterlegény
- Carlo Goldoni: A hazug....Arlecchino; Balanzoni doktor
- Plautus: Az ikrek....Cylindrus
- Maróti Lajos: Érdemei elismerése mellett....Fő-főelvtárs
- Száraz György: Ítéletidő....Dobra
- Fejes Endre: Rozsdatemető....Sápadt Béla
- Bereményi Géza: Halmi vagy a tékozló fiú....Első bohóc
- Páskándi Géza: A koronatanú....Parthenius
- Müller Péter: Szemenszedett igazság....Ossie Vauden
- Szerb Antal: Éjféli lovas....Rogers
- Scarnicci–Tarabusi: A csodák Nápolyban születnek....Don Lotario Curatolo
- Braginszkij–Rjazanov: A képmutatók....Uszacsov
- Arthur Miller: Pillantás a hídról....Marco
- Jékely Zoltán: Oroszlánok Aquincumban....Quadrupes
- Labiche–Martin: Perrichon úr utazása....Mathieu
- Makszim Gorkij: Az öreg....Haritonov
- Kassák Lajos: Angyalföld....Suszter
- Páskándi Géza: Isten csalétkei - II. Rákóczi Ferenc....Esze Tamás; II. Musztafa
- Friedrich Schiller: Stuart Mária....William Cecil
- Czakó Gábor: Disznójáték....Kornwald úr
- Szophoklész: Antigoné....Kreon
- Vészi Endre: A sárga telefon....Dr. Török Lóránd; Czékus
- Szép Ernő: Aranyóra....Detektív
- Nemeskürty István: Hantjával ez takar....Werth Henrik
- Vasziljev: Csendesek a hajnalok....Vaszkov
- Fodor Sándor: Csipike, avagy a rettenetes Réz úr....Vaddisznó bácsi
- Szakonyi Károly: Kardok, kalodák....Bottka Ádám
- Mrożek: Mészárszék....Paganini (Mészáros)
- Williams: Földi királyság....Chicken
- Vajda: Villa Negra....Dárdás
- Páskándi Géza: Átkozottak....Vándorszobrász
- Páskándi Géza: A rejtekhely....Simon
- Horváth Péter: Boleró....Kiss Imre
- George Bernard Shaw: Warrenné mestersége....Sir Goerge Crofts
- Katona József: Pártütés....Prokop
- Stein: Zorba....Mavrodani
- John Steinbeck: Egerek és emberek....Lennie
- Móricz Zsigmond: Búzakalász....Dr. Árva Kis Endre
- Erdélyi Mihály: Vedd le a kalapod a honvéd előtt!....Jójárt Gáspár
- Jókai Mór: A hulla férje....Givois
- Shakespeare: Athéni Timon....Szenátor
- Csemer Géza–Szakcsi Lakatos Béla: Cigánykerék....Répás
- Shakespeare: Troilus és Cressida....Agamemnon
- Werfel: Jacobowsky és az ezredes....Szabuniewicz ordonánc
- Bertolt Brecht–Kurt Weill: Koldusopera....Tigris Brown
- Csongrádi Kata: Téves kapcsolás....(Hang)
- Neil Simon: A furcsa pár....Murray
- Anton Pavlovics Csehov: Ványa bácsi....Szerebrjakov
- Calderón: Az állhatatos herceg....
- Georges Feydeau: Osztrigás Mici....Petypon du Gréle tábornok
- Strindberg: Haláltánc....Edgar
- Kisfaludy Károly: Kérők....Baltafy kapitány
- Goethe: Kéz kezet mos (a bűnrészesek)....A fogadós
- Friedrich Dürrenmatt: Az öreg hölgy látogatása....Ill
- Friedrich Schiller: Haramiák (Banditák)....Öreg Moor
- Szabó Illés: Joe evangéliuma....Géza
- Bíró Lajos: Sárga lilom....Rád János
- Görgey Gábor: Örömállam....Lila úr
- Arthur Miller: Az ügynök halála....Charley
- Spiró György: Szappanopera....Szomszéd
- Herczeg Ferenc: A vasárnapi asszony....Tóni
- Eric-Emmanuel Schmitt: Frederick....Antoine
- Henrik Ibsen: Kísértetek....Engstrand
- Trevor Griffiths: Komédiások....Bert Challenor
- Eric-Emmanuel Schmitt: Hotel Tranzit....Delbec elnök
- Thuróczy Katalin: Finálé....Sólyom András
- [Eugene O’Neill: Boldogtalan hold....Phil Hogan
- Schimmelpfennig: Push up 1–3....Hans
- Arthur Koestler: Sötétség délben....Ivanov
- Jean Anouilh: Colombe....Director
- Bekes József: Durr bele!....Szépits

## Filmjei

### Játékfilmek
- Kincskereső kisködmön (1972)
- Az idők kezdetén (1975)
- A ménesgazda (1978)
- Az erőd (1979) – Hordlings
- Dögkeselyű (1982)
- Kabala (1982)
- Szívzűr (1982)
- Hanyatt-homlok (1984)
- Napló gyermekeimnek (1984)
- Mátyás, az igazságos (1985) – Második várőr (hang)
- Szamárköhögés (1987)
- Malom a pokolban (1987)
- A legényanya (1988)
- Álombrigád (1989)
- A világ legkisebb alapítványa (1997)
- Üvegtigris (2001)
- Telitalálat (2003)
- Kész cirkusz (2005)
- De kik azok a Lumnitzer nővérek? (2006)

### Tévéfilmek
- Keménykalap és krumpliorr 1–4. (1973)
- Megtörtént bűnügyek sorozat Gyilkosság Budán című része (1974)
- A sas meg a sasfiók (1975)
- A külföldiek (1975)
- Zokogó majom 1–5. (1978)
- A világ közepe (1979)
- Két pisztolylövés (1980)
- Petőfi 1–6. (1977)
- Brutus (1981)
- Faustus doktor boldogságos pokoljárása (1982)
- A béke szigete (1983)
- Mint oldott kéve (1983 – tévésorozat)
- Kémeri 1–5. (1985)
- Linda II. (1986)
- Aranyóra (1986)
- Miniszter (1988)
- A védelemé a szó (1988)
- A Freytág testvérek (1989)
- Angyalbőrben (1991)
- Uborka (1992) (hang)
- Família Kft. (1993)
- Rizikó (1993)
- Kisváros (1994)
- Feltámadás Makucskán (1994)
- Devictus Vincit (1994)
- Az öt zsaru (1998)
- Szomszédok (1988–1999)
- Ebéd (2005)

## Szinkronszerepei

### Sorozatok
- A maharadzsa lánya: Di Fazio – Robert Costanzo
- A vipera: Teodoro 'Teo' Fernández-Negrete – Eric del Castillo
- A zsaruk királya: Hannes König – Günter Strack
- A homok titkai: Donato – Paulo Goulart
- Bazi nagy görög lagzi: Gus – Michael Constantine
- Bűnvadászok: Det. Will Stratton – Al Fann
- Cracker: Dr. Eddie 'Fitz' Fitzgerald – Robbie Coltrane
- Columbo: Ashes to Ashes taxisofőr
- Dallas: John Ross 'J. R.' "Jockey" Ewing, Jr. – Larry Hagman
- Dinasztia (televíziós sorozat): Walter Lankershim – Dale Robertson
- Kalandok vára: Sam – Brian Blessed
- Maffiózók: Salvatore 'Big Pussy' Bonpensiero – Vincent Pastore
- Matlock: Benjamin L. Matlock – Andy Griffith
- Megperzselt szívek: Marcel – Jacques Serres
- Robotzsaru: Sergeant Stanley Parks – Blu Mankuma
- Szárnyak: Roy Biggins – David Schramm
- Szupernagyi: The Muscles – Brian Lewis
- Szeretők és riválisok: Don Roberto de la O – Eric del Castillo
- Viszontlátásra!: Swede Castelli – Denis Arndt
- Big Man (RTL Klub): Jack Clementi – Bud Spencer
- Extralarge – 1. évad: Jack Costello – Bud Spencer
- Timon és Pumbaa – Grizly medve, galamb őrmester – Jim Cummings
- Meghökkentő mesék (A nagybetűs élet): Lovejoy – Jim Broadbent

### Filmek
- A bádogdob: Alfred Matzerath – Mario Adorf
- A nagy csapat: Lou Brown – James Gammon
- A szomszéd nője mindig zöldebb: Chuck – Ossie Davis
- Az angyal: Katolikus lelkész – Pat Laffan
- Az élet sója: Tod Johnson – Maury Chaykin
- Die Hard 2 – Még drágább az életed!: Al Powell – Reginald VelJohnson
- Gladiátor: Proximo – Oliver Reed
- Ki az úr a háznál?: Bob Younger, Jack's Boss – Ron Canada
- Mint a villám: Big John – Fred Dalton Thompson
- Kutyaszorítóban: (eredeti szinkron) Joe Cabot – Lawrence Tierney
- Ponyvaregény (film): Marsellus Wallace – Ving Rhames
- Halálos fegyver: Roger Murtaugh – Danny Glover
- Halálos fegyver 2.: Roger Murtaugh – Danny Glover
- Halálos fegyver 3.: Roger Murtaugh – Danny Glover
- Halálos fegyver 4.: Roger Murtaugh – Danny Glover
- Haláli fegyver: Doyle rendőrfőnök – Frank McRae
- Rambo: Will Teasle sheriff – Brian Dennehy
- Star Trek: Nemzedékek: Jean-Luc Picard – Patrick Stewart
- Törvényre törve: Richie Madano – William Forsythe
- Tango és Cash: "Conan" – Robert Z'Dar
- Tündér Lala: Kormorán – Jurij Szarancev
- A kincses bolygó: John Silver – rajzfigura
- Isten megbocsát, én nem: Hutch Bessy – Bud Spencer
- Robin Hood, a tolvajok fejedelme: Little John – Nick Brimble
- Űrgolyhók: Morzsa – John Candy
- Ezer pofon ajándékba: Bud Spencer
- A pirinyó, a behemót és a jófiú: Hutch Bessy – Bud Spencer
- Csizmadombi fenegyerek: Hutch Bessy – Bud Spencer
- Blackie, a kalóz: Skull – Bud Spencer
- A maffia markában: Bud Spencer
- Vadnyugati Casanova: Bud Spencer
- Gyémántvadászok: Salud – Bud Spencer
- Az angyalok is esznek babot: Charlie Smith – Bud Spencer
- Piedone, a zsaru (TV2-szinkron): Rizzo felügyelő – Bud Spencer
- Különben dühbe jövünk (TV2): Ben – Bud Spencer
- Piedone Hongkongban(TV2): Rizzo felügyelő – Bud Spencer
- Charleston: Charleston – Bud Spencer
- Piedone Afrikában (TV2): Rizzo felügyelő – Bud Spencer
- Piedone Egyiptomban (TV2): Rizzo felügyelő – Bud Spencer
- Banános Joe: Banános Joe – Bud Spencer
- Rabló-pandúr: Allan Parker hadnagy – Bud Spencer
- Aladdin (TV3): Bud Spencer
- A szél fiai (RTL Klub): Bud Spencer
- Atyai pofonosztó: Bud Spencer
- Az ördög jobb és bal keze: Mezcal – Remo Capitani
- Csillagok háborúja V: A Birodalom visszavág (különleges kiadás): Darth Vader – David Prowse
- Csillagok háborúja VI: A jedi visszatér (eredeti szinkron + különleges kiadás): Darth Vader – David Prowse / Anakin Skywalker – Sebastian Shaw
- Csillagok háborúja III: A Sith-ek bosszúja: Darth Vader – Hayden Christensen
- Superman (eredeti szinkron): Otis – Ned Beatty
- Superman (TV2): őrnagy – Larry Hagman
- Superman II: Otis – Ned Beatty
- Superman III (eredeti szinkron): Perry White – Jackie Cooper
- A szél dühe: José, a kovács – Ángel Lombarte
- Túl a csúcson: Bob "Bull" Hurley – Rick Zumwalt
- Robotzsaru 2.: Duffy – Stephen Lee
- Screamers – Az elhagyott bolygó: Chuck Elbarak – Ron White
- A kincses bolygó: John Silver – Brian Murray
- Seriff az égből: Hall seriff – Bud Spencer
- Vezeklés: Varlam Aravidze/Abel Aravidze– Avtandil Maharadze

### Animék, rajzfilmek
- A Bosco léghajó kalandjai – Csuklyás
- Állatfarm (1954) – Napóleon
- Árva testvérek – Honruko
- Bölcs törpék a világ körül – Miklós bíró
- Tizenkét hónap – Ganda kapitány
- Vadhattyúk – Szolgáló

## Rádiójáték
- Király László: Kék farkasok (1976)
- Puskin, Alexander: A lövés (1977)
- Boldizsár Iván: Csizma és szalonna (1978)
- Szakonyi Károly: Három dobás hat forint (1979)
- Ördögh Szilveszter: Kapuk Thébában (1980)
- Dennis Diderot: Mindenmindegy Jakab meg a gazdája (1981)
- Füst Milán: Őszi vadászat (1983)
- Kassák Lajos: Egy ember és a többiek (1983)
- Mikszáth Kálmán: Beszterce ostroma (1985)
- Rákosy Gergely: Az óriástök (1987)
- Békés Pál: Pincejáték (1989)
- Gion Nándor: Postarablók (1989)
- Németh Gábor: Fehér kígyó (1992)
- Ladislav Fuks: Boldogultak bálja (1993)
- Ördögh Szilveszter: Mária Magdolna evangéliuma (1996)
- Jaroslav Hasek: Svejk, egy derék katona kalandjai a világháborúban (1997)
- Fallon, Padraic: Diarmuid és Grania (2001)
- Daráló – Petőfi Rádió (1989–2004)[5]

## Díjai
- Jászai Mari-díj (1984)